# Helmuth Pree
Helmuth Pree (* 3. Mai 1950 in Reichenthal, Oberösterreich) ist ein österreichischer Kirchenrechtler.

## Leben
Pree studierte zunächst Rechtswissenschaften an der Johannes Kepler Universität Linz und danach Kanonisches Recht an der Päpstlichen Lateranuniversität in Rom sowie Katholische Theologie an der Katholisch-Theologischen Privatuniversität Linz. Er habilitierte sich in Linz mit einer kirchenrechtlichen Arbeit. 1983 wurde Pree in Linz zum Ordinarius für Kirchenrecht berufen, 1988 wechselte er auf den Lehrstuhl für Kirchenrecht an der Universität Passau.
2004 wurde er Inhaber des Lehrstuhls für Kirchenrecht, insbesondere für Theologische Grundlegung des Kirchenrechts, allgemeine Normen und Verfassungsrecht sowie für orientalisches Kirchenrecht, an der Ludwig-Maximilians-Universität München. 2015 trat Pree in den Ruhestand.

## Wirken
Die Forschungsschwerpunkte von Helmuth Pree sind theologische, rechtsphilosophische und rechtstheoretische Grundlagen des Kirchenrechts sowie seiner Grundbegriffe und Grundlagen. Zudem beschäftigt er sich mit der kanonistischen Methodenlehre.
Er ist seit 1997 Mitglied der Rechtskommission des Verbandes der Diözesen in Deutschland.
Pree wurde 2004 zum Vizepräsidenten der Consociato Internationalis Studio Iuris Canonici Promovendo bestellt, der seit fünf Jahrzehnten bestehenden weltweiten Vereinigung von Wissenschaftlern des kanonischen Rechts mit Sitz in Rom.
Am 15. April 2011 wurde Pree von Papst Benedikt XVI. zum Konsultor des Päpstlichen Rates für die Gesetzestexte ernannt. Im Februar 2022 wurde bekannt, dass Pree zum Beraterteam des emeritierten Papstes Benedikt XVI. gehörte, welches ihm bei seiner Stellungnahme zum Missbrauchsgutachten im Erzbistum München und Freising unterstützte.
Helmuth Pree ist seit 1986 Ehrenmitglied der katholischen Studentenverbindung K.a.V. Austro-Danubia zu Linz im ÖCV.

## Schriften
- Die evolutive Interpretation der Rechtsnorm im kanonischen Recht, Springer, Wien / New York 1980, ISBN 3-211-81625-9
- Kirchenrecht: allgemeine Normen und Eherecht, Springer, Wien / New York 1983, ISBN 3-211-81758-1, zusammen mit Hans Heimerl
- Österreichisches Staatskirchenrecht, Springer, Wien / New York 1984, ISBN 3-211-81829-4
- Österreichisches Verfassungs- und Verwaltungsrecht, Springer, Wien / New York 1986, ISBN 3-211-81940-1
- Handbuch des Vermögensrechts der katholischen Kirche unter besonderer Berücksichtigung der Rechtsverhältnisse in Bayern und Österreich, Pustet, Regensburg 1993, ISBN 3-7917-1359-0, zusammen mit Hans Heimerl
- Das kirchliche Vermögen, seine Verwaltung und Vertretung, Springer, Wien / New York 2007, ISBN 978-3-211-71348-8, zusammen mit Bruno Primetshofer
- Das Klaus-Mörsdorf-Studium für Kanonistik der Ludwig-Maximilians-Universität München 1947 bis 2007, EOS Verlag 2007, ISBN 978-3-8306-7287-6, zusammen mit Elmar Güthoff, Stephan Haering, Marcus Nelles